# Volleyball Club Strassen (maschile)
Il Volleyball Club Strassen è una società pallavolistica maschile lussemburghese con sede a Strassen. Milita nel massimo campionato lussemburghese.

## Storia
La società nasce il 21 settembre 1972 per volontà di un gruppo di sportivi dilettanti, sotto forma di associazione sportiva dilettantistica. La richiesta di affiliazione alla FLVB avviene nell'ottobre dello stesso anno: il primo match ufficiale, perso 3-2, è stato giocato il 23 gennaio 1973 contro il VC Walferdange.
La prima iscrizione a un campionato ufficiale risale alla stagione 1973-74, in 2.division, ossia la terza divisione nazionale, e si conclude con un settimo posto su 10 squadre. Nel 1976 ottiene la promozione al campionato di 1.division. L'approdo alla Division Nationale avviene nel 1982: nella stagione 1985-86, dopo 13 anni di storia, viene messo in bacheca il primo trofeo, ossia la Coppa di Lussemburgo, ottenuta sconfiggendo in finale il VC Aris.
La vittoria della coppa consente al club di partecipare per la prima volta ad una competizione europea, ossia la Coppa delle Coppe, che si conclude con l'eliminazione al primo turno ad opera della squadra danese del DHG Odense. Nella stagione 1986-87 la squadra ottiene anche il suo primo titolo nazionale, vincendo il campionato con uno scarto di 6 punti sulla seconda, risultato che le permette di partecipare alla Coppa dei Campioni 1987-88.
Dopo un periodo di anonimato di quasi un decennio, la squadra è tornata alla ribalta nella seconda metà degli anni 2000, ottenendo successi sia in campionato sia nella coppa nazionale.
Il 20 dicembre 2011 ottiene per la prima volta nella sua storia il passaggio al turno successivo di una coppa europea: nella Challenge Cup elimina la squadra italiana Casa Modena.

## Palmarès
- Campionato lussemburghese: 18

1986-87, 1988-89, 1989-90, 1993-94, 2003-04, 2005-06, 2006-07, 2009-10, 2010-11, 2011-12,
2013-14, 2014-15, 2015-16, 2016-17, 2020-21, 2021-22, 2022-23, 2023-24
- Coppa di Lussemburgo: 17

1985-86, 1995-96, 2004-05, 2006-07, 2007-08, 2008-09, 2009-10, 2011-12, 2012-13, 2013-14,
2014-15, 2015-16, 2018-19, 2021-22, 2022-23, 2023-24, 2024-25
- Supercoppa lussemburghese: 3

2019, 2023, 2024